# Ezzonen
Die Ezzonen waren im ostfränkisch-deutschen Reich des 10. und 11. Jahrhunderts als lothringische Pfalzgrafen die wichtigsten Stellvertreter des Königtums an Mittel- und Niederrhein. Namensgeber des Geschlechts ist Pfalzgraf Ezzo, der von 996 bis 1034 amtierte.

## Geschichte
Die Ezzonen als lothringische Pfalzgrafen werden am Ende des 9. Jahrhunderts in der Person eines Erenfrid am Mittelrhein, in Alzey, historisch greifbar. Vielleicht hatten sie Vorfahren, die der karolingischen Reichsaristokratie angehörten. Der politische Aufstieg dieses Adelsgeschlechts lässt sich gut anhand der von ihnen kumulierten Grafschaften nachvollziehen:
- Graf Erenfried I. (urkundlich 897), verheiratet mit Adelgunde.[1]
- Hermann, 948 Graf im Auelgau.[2] Zugehörigkeit zu den Ezzonen wurde von Gerstner vermutet.[3] Kluger dagegen sieht in dem 948er Grafen Hermann den gleichnamigen Konradiner Herzog Hermann I. von Schwaben.[4]
- Erenfried II.: Graf im Zülpichgau (942),[5] im Bonngau (945),[6] in Hattuarien (947)[7] mit seinen Untergauen Düffelgau (948),[8] Mühlgau (966)[9] und vermutlich dem Gilde-/Keldagau, sowie im Ruhrgau, d. h. in der Duisburg-Kaiserswerther Grafschaft (950, 956).[10][11] Darüber hinaus hatte er die Grafschaft Huy an der mittleren Maas (946, 959)[12] sowie die Vogtei des Klosters Stablo inne (943–956). Erenfried II. war  mit Richwara verheiratet.
- Hermann I. Pusillus (der Zarte): Sohn von Erenfried II. und Richwara. Von spätestens 989[13] bis 996[14] war er Pfalzgraf von Lothringen. Darüber hinaus war er Inhaber einer Reihe von Gaugrafschaften entlang des Rheins, darunter der Bonngau (970, 992, 993),[15][16][17] der Eifelgau (975, 978),[18] der Zülpichgau (981)[19] und der Auelgau (996).[20] Außerdem erscheint er als Graf in Gerresheim (977),[21] d. h. in der Duisburg-Kaiserswerther Grafschaft. Hermann I. war mit Heylwig verheiratet.
- Ezzo: Pfalzgraf Ezzo (996–1034), Sohn von Hermann I. und Heylwig, erreichte um die Wende vom 10. zum 11. Jahrhundert eine herzogsgleiche Stellung. Die Machtstellung Ezzos beruhte auf seiner Königsnähe, auf seinen ehelichen Beziehungen zum ottonischen Herrscherhaus. Dennoch scheiterten – nach der fundatio monasterii Brunwilarensis, der ezzonischen Hauschronik – nach dem Tod Kaiser Ottos III. (983–1002) ezzonische Ansprüche auf die Nachfolge im Königtum an der Wahl des Bayernherzogs Heinrich (II., 1002–1024) zum König. Über zehn Jahre sollte der Widerstand Ezzos gegen den neuen Herrscher dauern, ehe es nach einem Gefecht bei Odernheim (1011) zu einer Verständigung zwischen Pfalzgraf und König kam. Im Zuge einer Einigung sind Kaiserswerth, Duisburg und das umliegende Reichsgut an Ezzo verschenkt worden (nach 1016). Auch beim Dynastiewechsel von den Ottonen zu den Saliern (1024) sind die Ezzonen übergangen worden, doch wird es wohl zu einer Übereinkunft zwischen Ezzo und Konrad II. (1024–1039) gekommen sein.
- Otto I.: In der Pfalzgrafschaft ist Ezzos jüngster Sohn Otto (1035–1045) nachgefolgt, der 1045 im Austausch gegen Kaiserswerth und Duisburg das Herzogtum Schwaben erhielt.
- Heinrich I. der Wahnsinnige: Ottos Nachfolger war Heinrich (ab 1045; abgesetzt 1060; † 1061), Sohn Graf Hezelins (1020–n. 1033), des Bruders Ezzos. Er übernahm die Pfalzgrafschaft, aber scheiterte in seiner Politik am Widerstand des Kölner Erzbischofs Anno II. (1056–1075).
- Hermann II.: Heinrichs Sohn und Nachfolger Hermann ist ab 1064 als Pfalzgraf nachweisbar. Er musste sich mit einer gegenüber dem Kölner Erzbischof Anno II. reduzierten Machtstellung begnügen. Dies betraf insbesondere die südlichen der ezzonischen Grafschaften. Hermann war in der Duisburg-Kaiserswerther Grafschaft noch vertreten (1065, 1071) und blieb Graf im Ruhrgau und Zülpichgau. Im Brabantgau wurde er durch Heinrich IV. eingesetzt (ab 1085/1086 Landgrafschaft Brabant) und gründete die Abtei Affligem. Mit seinem Tod (Dalhem, 20. September 1085) erlischt das Geschlecht der Ezzonen-Hezeliniden. Trotz ihrer überragenden Stellung im lothringisch-rheinischen Raum sind die Pfalzgrafen beim Aufbau einer regionalen Machtstellung gescheitert an den ottonischen und salischen Königen, an den Kölner Erzbischöfen, gescheitert aber auch am Amtscharakter der Pfalzgrafschaft.

Die späteren, nicht-ezzonischen Pfalzgrafen von Heinrich II. von Laach (1085–1095) bis Konrad von Staufen (1156–1195) haben – zumindest am Niederrhein – niemals die politische Wirksamkeit der Ezzonen-Hezeliniden entfalten können. Dies zeigt sich schon daran, dass in der 2. Hälfte des 11. und im 12. Jahrhundert pfalzgräfliche Stellvertreter die Duisburg-Kaiserswerther Grafschaft zwischen Rhein, Ruhr und Wupper, also eine der nördlichen Grafschaften im pfalzgräflichen Machtkomplex verwalteten, so zu 1067, 1093 oder zur Mitte des 12. Jahrhunderts.

## Ezzonische Pfalzgrafen von Lothringen
- Hermann I. (989–996)
- Ezzo (996–1034)
- Otto I. (1035–1045; † 1047)
- Heinrich I. (1045–1060; † 1061), 1060 abgesetzt
- 1060–1064: vakant
- Hermann II. (1064–1085), 1060–1064 unter Vormundschaft des Kölner Erzbischofs Anno II.

Im Anschluss ging die rheinische Pfalzgrafenwürde an die Pfalzgrafen bei Rhein.